# Palatul Telefoanelor din Brașov
Inaugurat în anul 1939, Palatul Telefoanelor, situat în centrul Brașovului, pe Bulevardul Eroilor, este o clădire construită în perioada interbelică de SART (Societatea Anonimă Română de Telefoane). Clădirea se asemăna din punct de vedere arhitectural cu alte clădiri ridicate în aceeași perioadă, ca și cu restul Palatelor Telefoanelor construite între anii 1931-1939 în toate orașele mari ale României. 

## Istoric
Una dintre primele linii telegrafice din România a fost cea instalată între Brașov și Sibiu în anii 1853-1854. În anul 1854 a apărut prima linie telegrafică „internaționalăˮ Brașov - București prin care s-a stabilit legătura directă București - Viena.
În anul 1856 a intrat în funcțiune linia telegrafică între Brașov și Sighișoara, serviciul telegrafic dezvoltându-se tot mai accelerat, mai ales după comasarea serviciului telegrafic cu cel poștal în anul 1887.
Despre serviciile telefonice, cea mai veche mărturie este că în anul 1889 exista la Brașov o centrală telefonică manuală la care erau conectați 22 de abonați și funcționa o linie telefonică între Brașov și Zărnești.
La început, telefoanele au fost instalate și folosite doar la bănci și birouri.
Începutul secolului al XX-lea a marcat o dezvoltare rapidă a comunicațiilor telefonice în Brașov, numărul abonaților conectați la centrala telefonică crescând succesiv de la 200 în 1898 la 483 în 1909, 594 în 1911, respectiv 741 în 1913. Numărul convorbirilor telefonice efectuate în anul 1913 a fost de aproape 2 milioane.
Concomitent s-a dezvoltat și rețeaua de circuite telefonice interurbane și internaționale, în anul 1905 realizându-se legăturile cu Bucureștiul.
În perioada 1918 – 1920 numeroase revendicări sindicale solicitau trecerea Direcției Poștelor, Telefoanelor și Telegrafului sub tutela Ministerului Lucrărilor Publice și Comunicațiilor, însă autoritățile de atunci nu au dat curs favorabil acestor doleanțe, principala motivație fiind teama de greve care ar fi putut periclita securitatea statului. Totuși, după câțiva ani, aceste revendicări au fost acceptate, Direcția Poștelor, Telefoanelor și Telegrafului trecând în subordinea Ministerului Lucrărilor Publice și Comunicațiilor.]].
În anul 1930 a fost înființată Societatea Anonimă Română de Telefoane (SART) cu 90% capital străin din partea ITT (International Telephone and Telegraph) - SUA, care a preluat întregul sistem telefonic al României din data de 1 ianuarie 1931.
În perioada 1931-1939 au fost inaugurate noi clădiri cu centrale telefonice automate în marile orașe din România, toate acestea fiind proiectate de arhitectul Constantin Nănescu, cu excepția Palatului Telefoanelor din București.

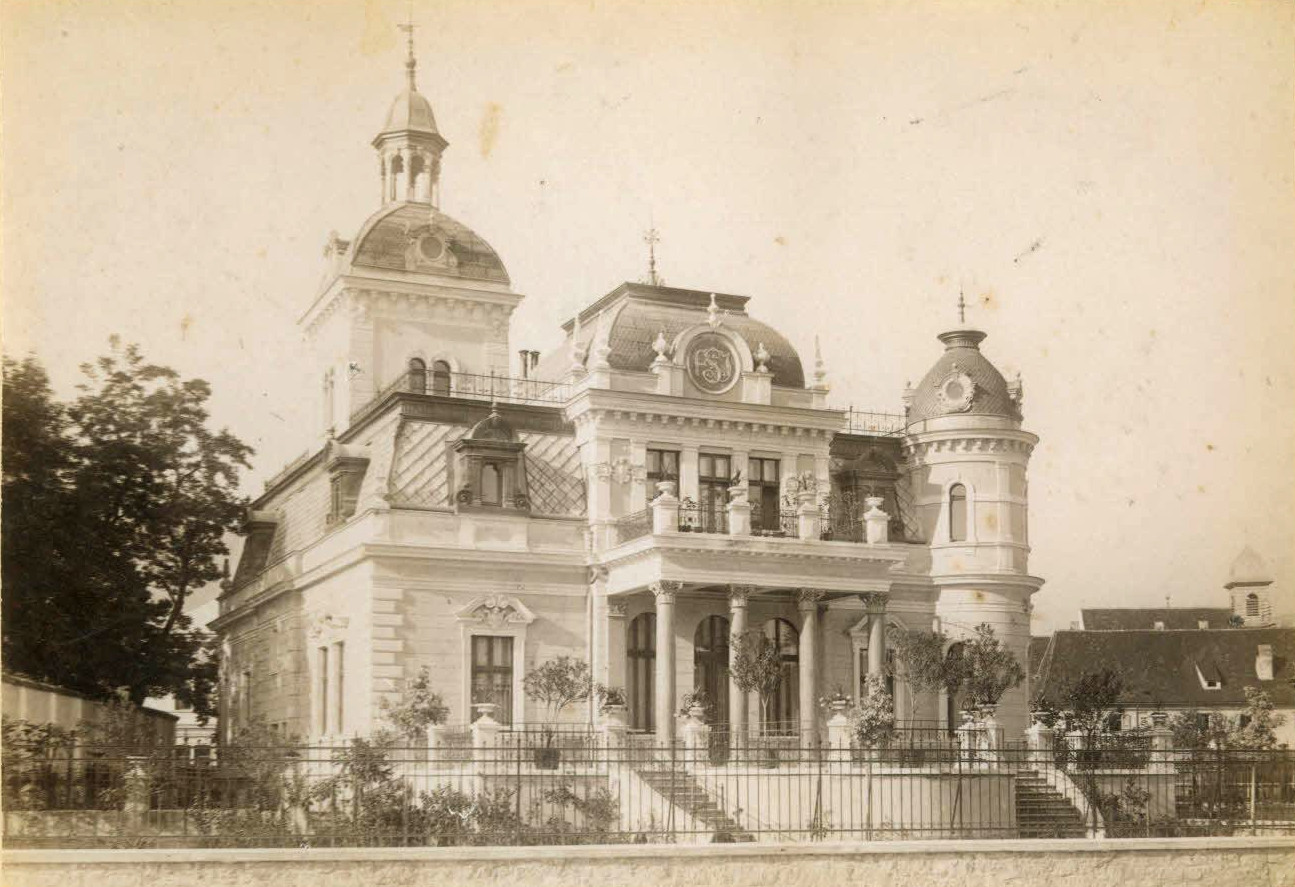
Vila Schuller

Palatul Telefoanelor din Brașov, inaugurat în 1939, a fost construit pe actualul Bulevardul Eroilor în locul vilei Schuller, care fusese construită în 1896.
Tot atunci a intrat în funcțiune și prima centrală automată din Brașov de tip Rotary, cu o capacitate inițială de 3000 de linii, produsă de Standard Electrica România din București.
După cel de-al Doilea Război Mondial, în contextul naționalizării din 1948, după 18 ani de existență, SART a intrat în proprietatea statului și a fost transformată în departament a cărui administrare a fost atribuită noului Minister al Poștelor și Telecomunicațiilor. Tot odată, prin naționalizare, Standard Electrica România a devenit Electromagnetica, continuând fabricarea de echipamente telefonice.
Ca urmare, centrala telefonică automată a orașului a fost extinsă în etape succesive. La începutul anilor ‘60 a fost adăugat încă un etaj la Palatul Telefoanelor.

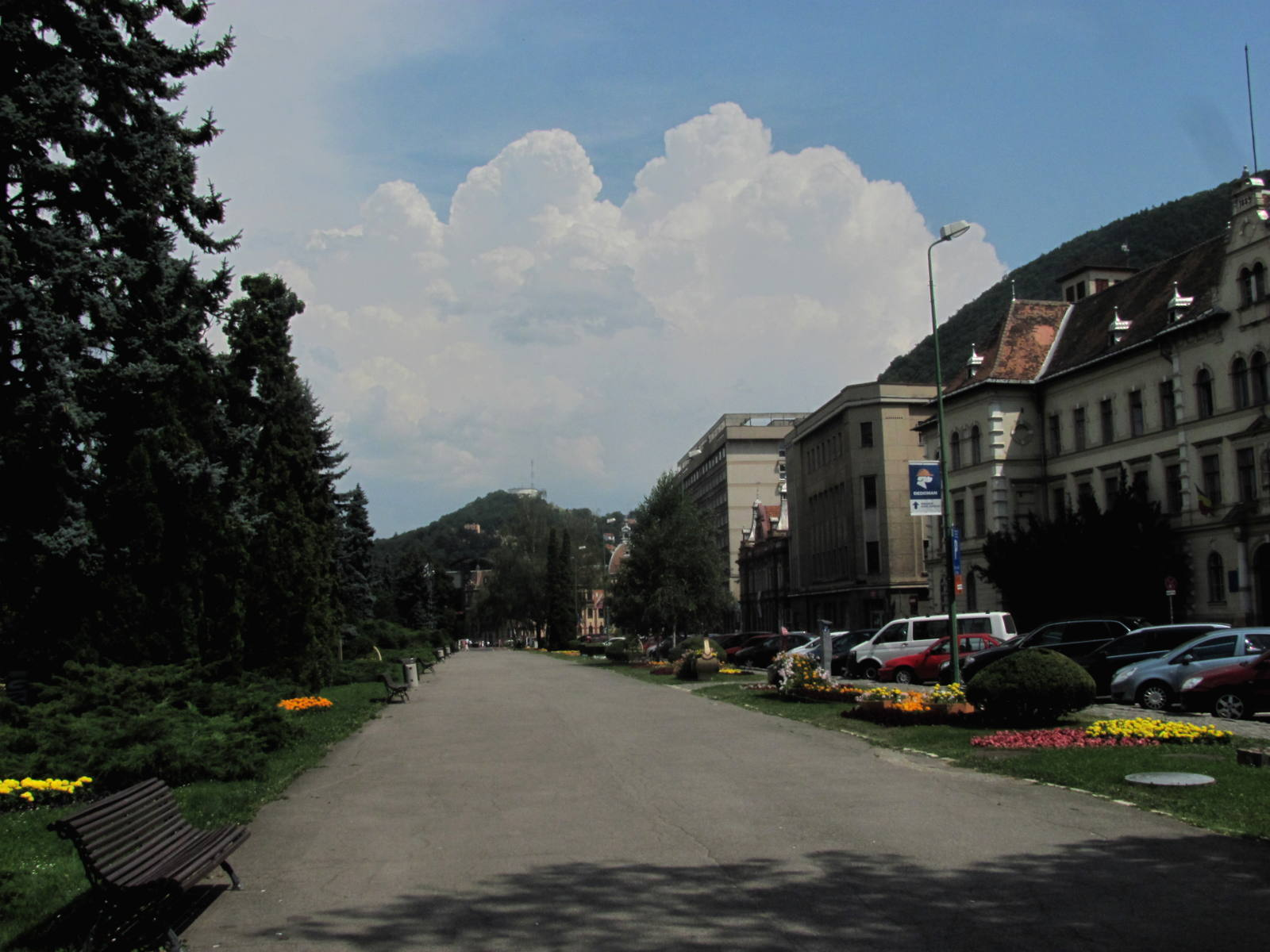
Palatul Telefoanelor pe Bulevardul Eroilor

În anul 1964 a fost instalată o centrală telegrafică automată, care a permis creearea rețelei telex, iar în anul 1967, prin instalarea unei centrale interurbane automate, Brașovul a fost conectat la rețeaua telefonică automată interurbană.
În anii ‘70 - ’80 a continuat procesul de extindere a centralelor automate de capaciate mare și prin introducerea noilor tipuri de centrale analogice crossbar Pentaconta, iar în anul 1988, Brașovul a devenit unul din cele șapte centre de tranzit interurban.
După 1989 a fost înființat ROM-POST-TELECOM ca operator de stat în domeniul telecomunicațiilor, poștei și difuzării televizate, din care s-au desprins în anul 1991 companiile de stat Romtelecom și Poșta Română.
Romtelecom a devenit atunci operatorul de stat în domeniul telecomunicațiilor, cu monopol în domeniul serviciilor de bază, dar moștenind o infrastructură bazată pe echipamente analogice, cu centrale manuale în mediul rural și cu un grad de penetrare a serviciilor de telefonie de doar 9,5%.
Prioritățile momentului au fost rezolvarea conexiunilor internaționale și asigurarea unei structuri digitale suprapuse rețelei analogice, fiind selectate în acest sens două sisteme de comutație digitale din import: Siemens și Alcatel, care să constituie baza noii rețele. Ca urmare, în anul 1992 a fost instalată în Palatul Telefoanelor prima centrală digitală Alcatel (tip S12).
Ulterior, compania privată Telekom, proprietara Palatului Telefoanelor, a decis evacuarea clădirii, iar în luna martie 2015 a fost scoasă la licitație. 
În prezent, clădirea Palatului Telefoanelor este în renovare, urmând să fie transformată în hotel.